# Chiesa vetero-cattolica in Slovacchia
La Chiesa vetero-cattolica in Slovacchia (in slovacco Starokatolícka Cirkev na Slovensku), le cui comunità alla divisione della Cecoslovacchia appartenevano alla parrocchia vetero-cattolica di Brno, si formò dopo l'indipendenza nazionale della Slovacchia e fu fondata nel 2000 come membro indipendente nell'Unione di Utrecht delle Chiese vetero-cattoliche.
Dopo che il sinodo ebbe eletto vescovo Augustín Bačinský, la Conferenza episcopale vetero-cattolica internazionale dell'Unione di Utrecht offrì di attendere l'ulteriore sviluppo della Chiesa e di rimandare la consacrazione fino al 2006. Non appena Bačinský fu consacrato, l'8 febbraio 2004, dal vescovo portoghese António José da Costa Raposo, la Conferenza episcopale vetero-cattolica internazionale troncò i rapporti con la Chiesa, e prese le distanze dal suo vescovo, che dopo la consacrazione di altri due vescovi, accrebbe il proprio titolo a quello di arcivescovo. Il centro della Chiesa si trova nella città dove Bačinský risiede, Nitra.
La Chiesa ha una diocesi ceca coincidente con la Chiesa apostolica episcopale cattolica e amministrata dal vescovo Antonín Jelínek, e un vicariato generale per l'Austria il cui vescovo è Hansjörg Peters.